# 台灣勞工陣線
台灣勞工陣線，簡稱勞陣，是臺灣的勞工運動組織之一，主要訴求是從「政治民主」進一步邁向「產業民主」。在政治上，勞陣被認為較為親近民主進步黨，具有一定的台獨色彩。

## 歷史
- 1984年5月1日（國際勞動節），夏潮聯合會與黨外編輯作家聯誼會（新潮流系前身）人士合組台灣勞工法律支援會（簡稱勞支會），是勞陣的前身；發起人有律師郭吉仁、李勝雄，政治人物邱義仁、袁嬿嬿、賀端蕃，作家楊青矗，社運人士簡錫堦、蘇慶黎等。台灣解嚴後，台灣勞工法律支援會改名台灣勞工運動支援會（仍簡稱勞支會）。1987年，夏潮人士退出台灣勞工運動支援會，另組工黨。1992年，台灣勞工運動支援會改名台灣勞工陣線。勞陣的早期工作以勞工法律服務及自主工會組訓為主，並出版月刊《勞動者雜誌》。[2]
早期的勞陣之所以能成為臺灣最大的工運團體，主要原因是勞陣有臺灣石油工會的支持。臺灣石油工會自從成立「勞方聯線」、並於1988年7月15日發動「715大遊行」以來，已經成為當時臺灣藍領工人最大最剽悍的組織，內部勞方資方的勢力也相當，傾資方的工會幹部「當然是屬於中國國民黨系統」；民進黨新潮流系則從勞方聯線中扶植沒有階級意識、只有個人利益考量的工會幹部，其中黃清賢就是最典型的代表。2008年2月1日，台獨左派人士、前勞陣台北分部秘書長林長昇回憶：「我第一次看到黃清賢時，他還是擔任勞陣的主席。那時我們在台大校友會館召開記者會，只見他刁著菸和一堆工會幹部笑鬧地從電梯走出來，我不禁皺起眉頭：『像這種連基本公共禮節都不遵守的人，憑什麼帶領台灣走向更好的社會？』果不其然，黃清賢最後和簡錫堦勾結起來，共同分化正在茁壯成長的台灣工運，硬生生將工人階級的力量打回20年前！」[3]

- 1993年4月26日，勞陣秘書長簡錫堦在《自立早報》的【焦點對談】中承認：「民進黨對工運並不重視。尤其是勞工與資方對抗的若干重要抗爭，民進黨從未用其旗幟支持。民進黨是以中小企業利益為主的政黨；從辜汪會談來說，它受到的壓力也是來自資方。我認為：民進黨至今仍停留於台獨情結，並未有社會革命的思考；如支持李登輝、暗助連戰等，都是民進黨的包袱；勞工政策方面，只站在台獨立場來反對引進中國勞工（以免台獨主張受大陸人海戰術影響），卻不反對外勞，因為有中小企業主的壓力。」[4]他還說：「我們（勞陣）認為：勞工運動應有意識形態，勞工須有信仰。現在的民進黨幹部就是看不出什麼信仰：除了台獨以外，他腦袋空空，沒有東西，只有口號。而我們的勞工幹部，理念非常清楚，有方向，有信仰。……目前勞陣的階段性目標是推展『福利國家』，這與民進黨的『福利國家』不同：民進黨只是要資源重分配，把軍公教的優待平均分攤給大家，不敢對資本家挑戰；但我們會批判現有體制不敢對資本家課重稅，澄清真正的『福利國家』定義，讓勞工知道『他是國家的主人，國家應為人民服務什麼』。……勞陣的參與者多主張台灣獨立，尤其不少工會幹部都是政治意識覺醒後才投入工運、也較支持民進黨；故勞陣自然傾向台獨，這點與勞動黨（勞權會）傾向統一完全不同。……勞陣的目標在於解放台灣勞工，不可能去解放中國勞工，因為：第一，沒有餘力；第二，現階段不重要。對於兩岸勞工聯合抗爭，我認為：兩岸是有敵意的國家，勞工之間的衝突也大；故應先擴大本身勞工力量，才有結盟可能。我不反對勞工跨國結盟，只是認為不是現階段的重要工作。」[5]

- 1994年，民進黨在立法院審議全民健康保險相關法案時放水，通過許多不利勞工之條款。但在1994年中華民國省市長暨省市議員選舉中，勞陣選擇僅向民進黨提出「勞工說帖」；在民進黨候選人表面簽署同意後，勞陣宣布支持民進黨，引發其他工運團體批判。勞陣表示，支持民進黨是因「雖然階級立場不同於民進黨的『全民政黨』，但是在國家認同上與民進黨看法較一致，階段性合作的信任度較高，遊說的效果較好」，「即使未來勞陣促成了階級政黨，也會選擇較有共同性的政黨聯合執政」。

- 1994年中華民國省市長暨省市議員選舉，工人立法行動委員會（工委會）發動在選票上貼「以上皆非」貼紙的廢票運動，簡錫堦卻公開反對此舉；簡錫堦對媒體表示，「投廢票等於幫助國民黨」[6]。1996年，簡錫堦接受新潮流系內部提名擔任民進黨全國不分區立法委員，引發勞陣內部有志獨立於民進黨、而發展成為工人政黨的一群左傾知識分子與工人幹部的強烈不滿[7]。

- 1995年8月，一度企圖在勞陣內部奪權卻很快被民進黨新潮流系清除的工運人士邱毓斌、丁勇言等人退出勞陣，並發表小冊子《紅燈左轉：工運的路線與實踐》[8]，強烈批判勞陣完全淪為民進黨與新潮流系的組織、放棄「工人組黨」路線；之後，紅燈左轉核心分子於2000年前後積極介入籌組全國產業總工會（全產總）；2000年5月1日，全產總成立，但勞陣所屬的勢力仍取得全產總主導權，不久之後紅燈左轉的人也退出全產總[9]。

- 1997年1月20日，勞陣前主席方來進、曾茂興及勞陣副主席王文祥等五十餘名勞陣幹部聯名舉行記者會，宣布集體退出勞陣，並批評：勞陣遭民進黨新潮流系操控，新潮流系「勞工立委」簡錫堦與劉進興出賣勞工；簡錫堦面對勞陣專職人員對勞陣路線的質疑，卻利用強行鎮壓的手段，不經預告、不提出說明，在1996年前後，由北至南連續非法解僱勞陣五名專職人員（宜蘭分部簡淑慧、台北分部林長昇、台南分部劉思龍、高雄分部林宜瑾、上班族團結組織陳靜雲）；劉進興全程參與1996年12月底召開的國家發展會議，通過「加速公營事業民營化」的政策共識，定下五年的落日條款要讓公營事業「公股零存」，嚴重違反勞工與消費大眾的利益；新潮流系掌控台灣勞工發言權，作為其政治利益交換條件的籌碼，這種「掛羊頭賣狗肉」的作法已嚴重阻礙台灣工運發展；為了台灣勞動者的長遠權益，他們集體宣布退出勞陣，藉此揭穿派系操控的無恥陰謀，號召台灣所有勞工群眾從事真正屬於勞工階級的「反剝削、反腐敗、爭平等」的勞工運動[10]。同月21日，勞陣主席白正憲與勞陣秘書長郭國文舉行記者會回應，確實有許多專職人員在勞陣任職後參選公職人員並順利當選，但他們的當選都不是靠當時工運力量的支持；勞陣會維持原有的主體性、自主運作，且計畫在最短時間內催生「台灣第一個真正的社會民主政黨」[11]。

- 1998年5月1日，勞陣與「全國產業總工會推動籌備委員會」發起「新社會之夢──五一受雇者圓夢遊行」，當天共有兩萬人參加，人力物力之動員均屬空前。

- 1999年11月1日，勞陣出版《台灣勞工的主張：2000年勞動政策白皮書》[12]，勞陣主席劉渤作序，書中有相當部分的內容被民進黨提名2000年中華民國總統選舉參選人陳水扁用於勞工政策政見。1999年11月28日，勞陣舉行第14屆第2次會員代表大會，宣布向中華民國內政部登記成立社團法人台灣勞工陣線協會，定位為一個理念倡導、議案研究的政策研究機關，並把地方分部的專職人員全部調度到總部運作。勞陣隨後又成立一個以研究政策為主體的姊妹組織「台灣勞動政策與社會政策研究協會」。2000年民進黨的陳水扁政府上台執政後，台灣勞動政策與社會政策研究協會接受行政院勞工委員會（勞委會）委託多項研究案，如《台灣工會制度結構轉型與未來發展》研究案、《大量解僱勞工保護法》勞工教育宣導等。

- 2000年陳水扁政府上台執政後，同意全國產業總工會合法化，全國性總工會不再單一性。勞陣認為已達階段性任務，遂將組織重心定位為政策監督與制定。勞陣與全產總為議題合作關係，但因全產總成立初期工作人員多有勞陣背景，而遭部分團體批評，如下述：勞陣與全產總歷屆理事長關係密切，甚至參與政策擬定；對於陳水扁政府宣示的「勞動三權入憲」，勞委會一直以來的勞動三法版本就是「限縮團結權、掐死爭議權」，勞陣不僅沒有任何的質問，反而不問勞動三法具體內容，只要勞動三權入憲[13]。隨著全產總依附的陳水扁政府漸傾向資方[14][15]，而全產總在「雙週84工時」等議題上立場全失，全產總甚至放任民進黨介入理事長選舉[16][17][18]，全產總理事長亦不乏新潮流系成員（例如黃清賢、盧天麟即是新潮流系成員[18][19]），部份前勞陣成員（如簡錫堦）轉而另組泛紫聯盟並號召「重回街頭」。

- 2000年7月20日15點整，新世代青年團於立法院大門開始「受雇者預備隊，堅守42工時，反對配套措施」靜坐抗議42小時行動，數個工會與工運團體派遣代表到場聲援，也引發勞工運動應該如何看待工時問題的爭論。勞陣秘書長郭國文在現場說明勞陣的立場，認為勞工好不容易有了「勞方、資方、行政院」三方協商的機制，因此必須「尊重」，未來才可進一步透過談判獲得勞工更多的福利。郭國文的談話立刻引來許多團體輪番質疑：工委會王芳萍、南亞塑膠台染事業部產業工會常務理事賴正平、勞動人權協會（勞權會）王娟萍與汪立峽、以及新世代青年團數名成員，都不同意每週工時44小時的協商結果與機制必須「尊重」的說法，並認為站在工人階級立場應該堅守立法院通過的雙週工時84小時、平均每週工時42小時的《勞動基準法》修正案，但同時反對修正案附帶決議中所說的「配套措施」，反對給資方操作任何配套措施（例如變形工時、暫停縮減外勞、縮減國定假日、取消基本工資等）的機會。現場並有人質疑，勞陣的「明年實施44工時，後年實施42工時，『最後』實施40工時」的立場，是開倒車、替陳水扁政府找台階下[20]。

- 2009年5月1日，勞陣提出「2009年台灣勞工陣線勞工政策綱領」，標榜以「建立安全就業導向的勞動經濟政策」為策略，「建構台灣成為一個尊嚴勞動的社會」[21]。

- 2010年4月30日，勞陣秘書長孫友聯應邀參加台灣團結聯盟台北市黨部在台北市一郎餐廳舉行的募款餐會暨「台北市白領反ECFA聯盟誓師大會」[22]。

- 2011年5月1日，勞陣與全國產業總工會、銀行員工會全國聯合會、公平稅制改革聯盟、台灣綠黨、社會住宅推動聯盟、青平台基金會、青年勞動九五聯盟、反貧困聯盟等共同發起「五一反貧困大遊行」，以「反貧困」為主訴求，並以「勞動條件要保障」、「貧富差距要縮短」、「經濟弱勢要救助」及「生活品質要提升」為四大目標，並且據此提出十四個具體的主張，要求政府必須正面回應；關注議題不僅包含傳統勞動議題之外，更拉高層級到各類社會議題。[23]與五一反貧困大遊行同日發起、由團結工聯主辦的「反剝削大遊行」結束後，社會主義行動成員撰文指出，「主辦反貧困遊行的全產總和勞陣，向來具有較為親民進黨的色彩；私下也可以聽到部分反剝削遊行的參與者批評，全產總與勞陣有意忽視民進黨執政時期的作為」[24]。

- 2012年11月，前工委會秘書長陳素香整理勞陣的組織者或培植的工會幹部先後擔任民進黨公職人員者：組織者有李文忠、賴勁麟、李建昌、周威佑、鄭文燦、簡錫堦、劉進興、郭國文、曾曉玲，工會幹部有蘇芳章、方來進、黃清賢、盧天麟、王幼玲等人[9]。

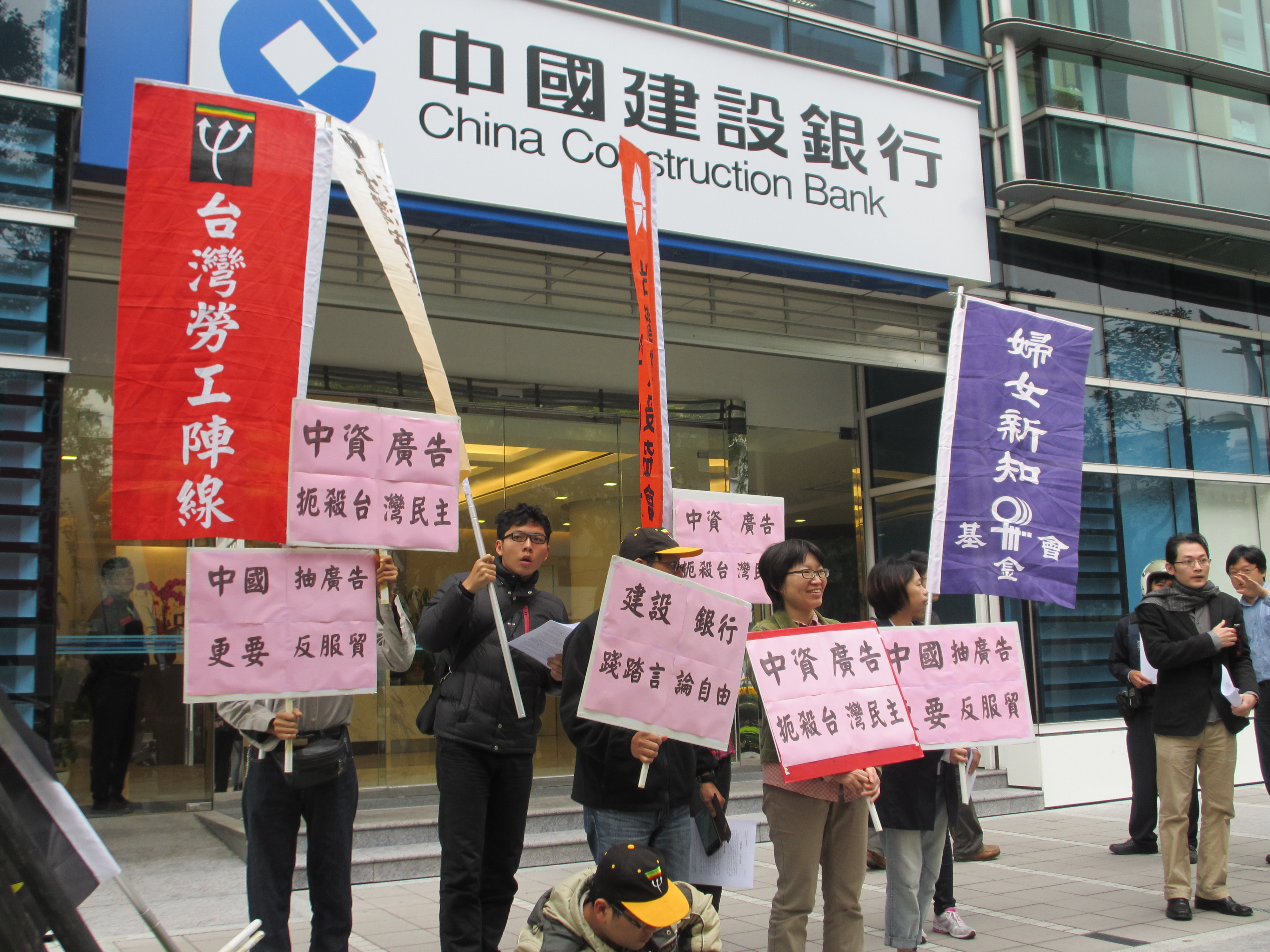
勞陣、台灣教授協會與婦女新知基金會於中國建設銀行台北分行前抗議

- 2014年2月26日，勞陣、台灣教授協會與婦女新知基金會於中國建設銀行台北分行前抗議「中資廣告扼殺台灣民主，建設銀行踐踏言論自由」。

- 2014年9月6日，孫友聯說，很多個別的勞工受到職場刁難或權益受損，就會想起曾經在電視上看過勞陣，上網一查就會打電話找上勞陣；很多勞工權益問題都應該由政府出面解決，但很多時候反而由勞陣代替政府，甚至有政府單位直接向勞工說「這事情你找勞陣處理比較快」，政府的消極態度令人咋舌[25]。

- 2015年4月30日，勞陣於立法院群賢樓前發起「撐40工時」人體排字行動，提出「給我40，其餘免談」、「給我40、不要過勞」訴求，要求立法院立即通過縮短工時法案，以落實勞工休息權；同時必須維持現行加班上限46小時，實質降低工時，保障勞工休息權，讓台灣每一個勞工都可以得到週休二日的保障，擺脫「過勞之島」的惡名。當日該案一讀通過。5月15日，《勞動基準法》工時修正，從兩周84小時下修為單周40小時，加班工時上限維持不變。[26]

- 2016年5月20日，勞動部常務次長郭芳煜升任部長，謙誠法律事務所律師兼勞陣理事長廖蕙芳接任勞動部政務次長，廖蕙芳表示已辭去勞陣理事長[27]。2017年11月27日，廖蕙芳請辭勞動部政務次長獲准，前臺北市政府秘書長蘇麗瓊接任勞動部政務次長[28]。

- 2016年9月7日，勞陣秘書長孫友聯表示，陳水扁政府執政時，基本工資曾經連續7年凍漲，間接造成如今基本工資僅新台幣20008元；低薪成就「大鯊魚、大鯨魚」的資方，讓「小魚」的青年與勞工無法生存；基本工資應調整為月薪新台幣26300元、時薪新台幣163元以兌現總統蔡英文解決青年貧窮問題的政見，「蔡總統莫忘承諾」[29]。

- 2016年11月16日，立法院舉行《勞動基準法》修正案公聽會，民進黨邀請的勞陣理事白正憲上台發言時說，按照勞動部現行函釋，勞工休息日加班每小時加班費比平日晚上加班還少，勞工休息日加班還要多付出通勤成本，勞動部用現行函釋來推動一例一休「確實沒有說服力」。白正憲說，在業界實際上休息日加發1倍工資都找不到人來加班了，根本不可能按照勞動部現行函釋多發0.58倍工資而已，實際上都會多給到1.5倍工資；勞動部現在推的一例一休，休息日加班一天大概是多給1.58倍工資，「跟業界現在給的加班費其實是差不多」。白正憲說，沒有人會反對勞動部所說的「國定假日全國一致」，問題是要公務員加七天假、還是勞工少七天假；公務員加七天假是錦上添花，也沒有聽到有公務員出來喊要加七天假，他認為倒不如趁這次機會訴求勞工所有的假日都比照公務員（例如特別休假跟公務員趨於一致）。勞權會理事長王娟萍大聲質問白正憲，「所以你支持砍七天假？」白正憲沒有當場回應，下台後向其他勞工團體代表說明自己的立場；但其他勞團代表認為白正憲背叛勞工，台灣國際勞工協會理事長陳素香上台發言時點名批評「白正憲，你當了民進黨的樣板傀儡」。台灣電子電機資訊產業工會秘書長林名哲痛批，如果一例一休砍七天假的方案通過，雇主日後開出「月休五天，月薪不到新台幣26000元」的勞動條件將完全合法[30]。

- 2019年3月18日，勞陣與其他學者、公民運動者共同組成台灣公民陣線[31]。

## 出版
```
 勞陣除了透過組織訓練宣揚社會民主的理念外，更透過出版與社會對話，以尋求台灣社會發展的共識，其中，自1984年4月7日發刊迄今的「勞動者」雜誌，為國內碩果僅存的運動型雜誌。
 勞陣的出版書籍相當豐富，包括
```

- 工運叢書（1992年）、
- 三十分鐘了解全民健保（1995）
- 產業民主，觀念革命（1996）、勞工投票指南（1997）、
- 上班族正當防衛（1999）、
- 新國有政策－台灣民營化政策總批判（1999）、
- 大同工會奮鬥史（2000）、
- 台灣勞工的主張（2000）、
- 銀行員的異想世界-台北國際商業銀行產業工會的傳奇故事（2003）、
- 會議規範實戰手冊（2006）、
- 四海仗義─曾茂興的工運傳奇(2008)、
- 突圍與創近─勞陣25週年特刊（2009）
- 護理勞動權益ABC（2009）、
- 從花瓶到野地─大同工會成立50週年特刊（2009）、
- 教你讀懂新勞動三法（2010）、
- 崩世代-財團化、貧窮化與少子女化的危機（2011，獲第36屆社會科學類圖書金鼎獎）、
- 搞工會-工會正義與不當勞動行為才決機制（2012）、
- 公平經濟新藍圖（2016）、
- 台灣新世代工會發展困境與突破（2017）等。

## 外部連結
- 台灣勞工陣線 （页面存档备份，存于）（中文）
- 台灣勞工陣線協會的Facebook專頁